# Derramamento de óleo da Deepwater Horizon
O derramamento de óleo da Deepwater Horizon foi um desastre industrial que começou em 20 de abril de 2010, no Golfo do México, no Prospecto Macondo, operado pela BP, considerado o maior derramamento de óleo marinho na história da indústria do petróleo sendo de 8 a 31 por cento maior em volume do que o maior anterior, o derramamento de óleo Ixtoc I, também no Golfo do México. O governo federal dos EUA estimou a descarga total em 4,9 milhões de barris (210 milhões galões americanos; 780.000 m3).  Depois de vários esforços fracassados para conter o fluxo, o poço foi finalmente declarado selado em 19 de setembro de 2010. Relatórios no início de 2012, no entanto, indicam que o local do poço ainda estava vazando. O derramamento de óleo da Deepwater Horizon é considerado um dos maiores desastres ambientais da história americana.
Uma resposta massiva se seguiu para proteger praias, pântanos e estuários da propagação de óleo utilizando navios skimmer, barreiras flutuantes, queimadas controladas e 1,84 milhão de galões americanos (7.000 m3) de dispersante de óleo. Devido ao derramamento de meses de duração, junto com os efeitos adversos das atividades de resposta e limpeza, danos extensos aos habitats marinhos e à vida selvagem, assim como às indústrias de pesca e turismo, foram relatados. Na Louisiana, 2.200 toneladas de material oleoso foram removidas das praias em 2013, mais do que o dobro da quantidade coletada em 2012. As equipes de limpeza de óleo trabalharam quatro dias por semana em 55 milhas (89 km) da costa da Louisiana ao longo de 2013. O petróleo continuou a ser encontrado tão longe do local de Macondo quanto nas águas do Panhandle da Flórida e da Baía de Tampa, onde os cientistas disseram que a mistura de óleo e dispersante está incrustada na areia. Em abril de 2013, foi relatado que golfinhos e outras formas de vida marinha continuaram a morrer em números recordes, com golfinhos bebês morrendo em várias vezes a taxa normal. Um estudo divulgado em 2014 relatou que o atum e o âmbar-jack que foram expostos ao óleo do derramamento desenvolveram deformidades no coração e em outros órgãos que seriam fatais ou, pelo menos, encurtariam as suas vidas, e outro estudo descobriu que a cardiotoxicidade pode ter sido generalizada, na vida animal exposta ao derramamento.
Numerosas investigações exploraram as causas da explosão e vazamento recorde. O relatório do governo dos Estados Unidos, publicado em setembro de 2011, apontou para cimento defeituoso no poço, culpando principalmente a BP, mas também a operadora da sondas Transocean e na empreiteira Halliburton. No início de 2011, uma comissão da Casa Branca também culpou a BP e seus parceiros por uma série de decisões de corte de custos e um sistema de segurança inadequado, mas também concluiu que o derramamento resultou de causas "sistêmicas" e "ausência de reforma significativa nas práticas da indústria e políticas governamentais, podendo muito bem voltar a ocorrer ".
Em novembro de 2012, a BP e o Departamento de Justiça dos Estados Unidos fizeram um acordo quanto às acusações criminais federais, com a BP se declarando culpada de 11 acusações de homicídio culposo, duas contravenções e uma acusação de mentira para o Congresso. A BP também concordou com quatro anos de monitoramento governamental de suas práticas de segurança e ética, e a Agência de Proteção Ambiental anunciou que a BP seria temporariamente proibida de fazer novos contratos com o governo dos Estados Unidos. A BP e o Departamento de Justiça concordaram com um recorde de US $ 4,525 bilhões em multas e outros pagamentos. Em 2018, os custos de limpeza, encargos e penalidades custaram à empresa mais de US $ 65 bilhões.
Em setembro de 2014, um juiz do Tribunal Distrital dos Estados Unidos decidiu que a BP foi a principal responsável pelo derramamento de óleo por causa de sua negligência grosseira e conduta imprudente. Em abril de 2016, a BP concordou em pagar $ 20,8 bilhões em multas, o maior acordo corporativo na história dos Estados Unidos.